# Luther Pass
Der Luther Pass ist ein kalifornischer Bergpass in der Sierra Nevada zwischen dem Carson River Basin im Südosten und dem Lake Tahoe im Nordwesten.
Er wird von der State Route 89 gequert und liegt an der Grenze zwischen Alpine County (im Carson River Basin) und El Dorado County (im Tahoe-Gebiet). Der Pass überquert einen Bergsporn, der die Sierra Crest, den Hauptkamm der Sierra Nevada im Südwesten des Passes, mit der Carson Range im Nordosten verbindet.
Der Pass wurde nach Ira M. Luther benannt, einem Mitglied der „Irish Brigade“, die Mark Twain in seinem Buch Roughing It beschrieb. Im Jahr 1854 durchquerte Luther den Pass mit Planwagen. Er war auch an späteren Bemühungen beteiligt, den Pass für die Eisenbahnstrecke der Central Pacific Railroad zu verwenden. Die erste Route für den Pony Express über die Sierra Nevada im Jahr 1860 verband Placerville und Lake Valley über den Luther Pass mit Woodfords und führte von dort weiter nach Nevada, der Weg wurde aber schnell durch den Kingsbury Grade ersetzt.
Heute dient der Pass während der Skisaison als wichtige Verbindung zwischen South Lake Tahoe und der U.S. Route 50 nördlich des Passes sowie dem Kirkwood Skigebiet im Süden. Im Sommer ist der Luther Pass Teil einer Route von Placerville und der Route 50 zur U.S. Route 395 und der östlichen Sierra über den Monitor Pass, diese Strecke ist aber im Winter geschlossen.